# Радзілув
Радзилів (пол. Radziłów) — село в Польщі, у гміні Радзілув Ґраєвського повіту Підляського воєводства, центр одноіменної ґміни.
Населення — 1136 осіб (2011).
У 1975-1998 роках село належало до Ломжинського воєводства.

## Історія
Перші згадки про Радзілув походять з XIV століття, наприкінці якого воно згадується як королівське місто. У 1795 році увійшов до складу Пруссії. З 1815 увійшов до складу Російської імперії. 
За оцінкою 1856-го року  проживало 836 християн і 627 євреїв. За переписом 1897 року проживало 2019 жителів, з них 891 євреїв. Основним заняттям було землеробство. Після Першої світової війни у складі міжвоєнної Польщі. Від осені 1939 до літа 1941 у складі Радянського Союзу, входив до Білостоцької області 
Білоруської РСР, а з літа 1941 до 1944 — Третього Рейху. Після війни Радзілув увійшов до складу Польської Народної Республіки

## Демографія
Демографічна структура станом на 31 березня 2011 року:
|          | Загалом | Допрацездатний вік | Працездатний вік | Постпрацездатний вік |
| -------- | ------- | ------------------ | ---------------- | -------------------- |
| Чоловіки | 558     | 104                | 399              | 55                   |
| Жінки    | 578     | 93                 | 354              | 131                  |
| Разом    | 1136    | 197                | 753              | 186                  |

Станом на 2015 рік проживало 943 особи.